# Ceremonials
Ceremonials é o segundo álbum de estúdio da banda inglesa Florence + The Machine, lançado em 30 de outubro de 2011 pela Island Records no Reino Unido. O álbum é conhecido por ter um som mais baroque pop do que seu antecessor, Lungs, foi comparado pelos críticos ao art rock de Kate Bush. Lançou singles de sucesso como "No Light, No Light", "Shake It Out" e "Spectrum".

## Lista de faixas
| N.º            | Título                    | Compositor(es)                   | Produtor(es)   | Duração |  |
| 1.             | "Only If for a Night"     | Florence Welch, Paul Epworth     | Paul Epworth   | 4:58    |  |
| 2.             | "Shake It Out"            | Florence Welch, Paul Epworth     | Paul Epworth   | 4:37    |  |
| 3.             | "What the Water Gave Me"  | Florence Welch, Francis White    | Paul Epworth   | 5:33    |  |
| 4.             | "Never Let Me Go"         | Florence Welch, Paul Epworth     | Paul Epworth   | 4:31    |  |
| 5.             | "Breaking Down"           | Florence Welch                   | Paul Epworth   | 3:49    |  |
| 6.             | "Lover to Lover"          | Florence Welch                   | Paul Epworth   | 4:02    |  |
| 7.             | "No Light, No Light"      | Florence Welch, Isabella Summers | Paul Epworth   | 4:34    |  |
| 8.             | "Seven Devils"            | Florence Welch, Paul Epworth     | Paul Epworth   | 5:03    |  |
| 9.             | "Heartlines"              | Florence Welch, Paul Epworth     | Paul Epworth   | 5:01    |  |
| 10.            | "Spectrum (Say My Name)"  | Florence Welch, Paul Epworth     | Paul Epworth   | 5:11    |  |
| 11.            | "All This and Heaven Too" | Florence Welch, Isabella Summers | Paul Epworth   | 4:05    |  |
| 12.            | "Leave My Body"           | Florence Welch, Paul Epworth     | Paul Epworth   | 4:34    |  |
| Duração total: | Duração total:            | Duração total:                   | Duração total: | 55:33   |  |

## Paradas musicais
| País           | Chart (2011)                    | Peak position |
| -------------- | ------------------------------- | ------------- |
| Austrália      | Australian Albums Chart         | 1             |
| Bélgica        | Belgian Albums Chart (Flanders) | 4             |
| Bélgica        | Belgian Albums Chart (Wallonia) | 11            |
| Croácia        | Croatian Albums Chart           | 6             |
| Países Baixos  | Dutch Albums Chart              | 14            |
| Irlanda        | Irish Albums Chart              | 1             |
| Nova Zelândia  | RIANZ                           | 1             |
| Reino Unido    | UK Albums Chart                 | 1             |
| Estados Unidos | Billboard 200                   | 6             |

## Certificações
| País           | Certificação |
| Alemanha       | Ouro         |
| Austrália      | 2× Platina   |
| Canadá         | Ouro         |
| Irlanda        | 3× Platina   |
| Nova Zelândia  | Platina      |
| Polônia        | Platina      |
| Reino Unido    | 2× Platina   |
| Estados Unidos | Platina      |